# Arroba (símbolo)
O símbolo @, denominado arroba, é hoje amplamente usado na informática (entre outros usos) para indicar a localização de endereços de correio eletrônico.

## História

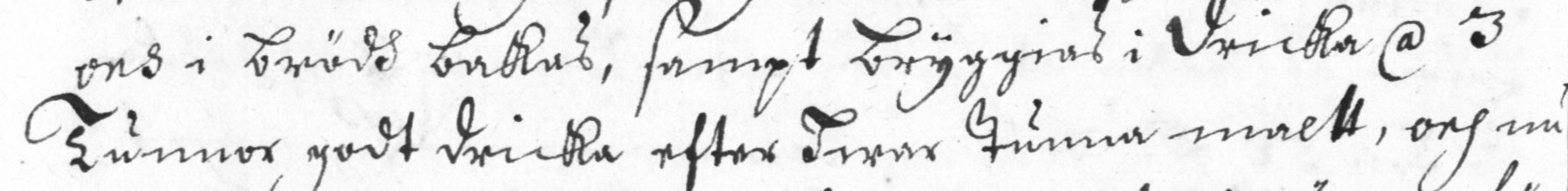
Evidência do uso de @ para o termo "à".

Uma evolução teórica da arroba.

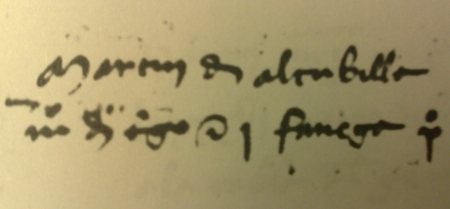
Sinal usado na "taula de Ariza" (1448)

Há diversas teorias sobre a origem do símbolo, que remontam uma origem caligráfica, e logo tipográfica. Entre as mais antigas, era um símbolo mercantil para abreviar "cada uma a", de forma que "12 maçãs @ $0,10" custariam $1,20. Também há referências sobre a abreviação da preposição grega ανά. Ou ainda, a abreviação de monges medievais para a palavra latina ad seguida dum numeral, por questões de economia de tinta e papel. Um acadêmico italiano alega ter identificado a origem do símbolo na renascença italiana, num documento assinado por Francesco Lapi em 4 de maio de 1537. O documento é sobre um comércio feito com Pizarro, mais especificamente o preço duma @ de vinho no Peru; nesse contexto, @ significava ânfora (em italiano:  anfora; em castelhano:  ánfora). Também usado algumas vezes em português como abreviatura de "ano" ou "anos"
Outra origem vem do normando "à", significando "cada", de forma que 2 x à £5.50 = £11.00". O símbolo é usado em francês e sueco, e nessa visão ele seria uma forma estilizada de à que evita levantar a mão ao escrever o símbolo.
O historiador aragonês Jorge Romance encontrou o que aparenta ser uma @ na "taula de Ariza" (1448), denotando uma carga de trigo de Castela ao Reino de Aragão.
O símbolo foi utilizado em diversas máquinas de escrever a partir de sua introdução em 1884, principalmente por seu vasto uso comercial, incluindo a Lambert de 1902, construída pela Lambert Typewriter Company de Nova Iorque. A máquina IBM Selectric (1961) também incluía o símbolo. Sua inclusão no padrão original ASCII de 1963 seguindo o mesmo preceito.
Em diversas culturas, o símbolo foi nomeado a partir de seu formato, como chiocciola (caracol) em italiano,  snabel (tromba de elefante) em sueco e apestaart (rabo de macaco) em neerlandês.

## Uso moderno

### Computação
O uso contemporâneo mais familiar está no correio eletrônico (transmitido por SMTP), de forma que fulano.de.tal@servidor.com indica o utilizador fulano.de.tal no domínio servidor.com. Ray Tomlinson da BBN Technologies é creditado por introduzir tal uso em 1971. Essa ideia da @ representar a localização sob forma utilizador@domínio motivado primordialmente pela disponibilidade no dispositivo que ele usava e pela necessidade dum símbolo que não aparece nos nomes de utilizador, evitando ambiguidades. também foi migrada para outros protocolos: o comando Unix ssh jorel@www.exemplo.com tenta estabelecer uma conexão SSH ao computador www.exemplo.com usando o utilizador .jorel.
Nas páginas da web, as organizações muitas vezes disfarçam endereços de e-mail dos seus membros ou funcionários, omitindo o @. Esta prática deixam os endereços menos vulneráveis a programas de spam que varrem a internet procurando por eles.
No inglês americano, o @ é usado em informações sobre um evento esportivo. Em tabelas, muitas vezes as equipes são separadas por um v, mas também pode ser substituído por um @, quando pode indicar a quem pertence o mando da partida. O nome da equipe visitante aparece antes, enquanto o nome da equipe mandante vem depois.
Em discussões nos fóruns da Internet, o @ pode ser usado para direcionar uma resposta a um usuário em específico. Por exemplo, um "@Jane" é usado para responder a um comentário anterior de Jane. No corpo de um e-mail, o @ pode ser usado para se referir a alguém.
No Twitter, o @ é usado para os usuários enviarem respostas públicas uns aos outros, ou fazerem referências a eles. Em 15 de setembro de 2009, esse recurso também foi incluído no Facebook. Em um IRC, ele serve para marcar o nick do operador de um canal.
O símbolo também é usado em diversas linguagens de programação, ainda que de formas distintas. Em C#, quando utilizado para prefixar cadeias de caracteres ele indica que os caracteres de escape não deve ser considerados, enquanto que ao prefixar identificadores ele permite que palavras reservadas da linguagem sejam usadas. A partir do Java 5.0 o símbolo é usado para criar Annotations. Em Pascal, é um operador que retorna o endereço de uma variável. Em Perl, ela prefixa o identificador de arranjos. Em Batch, omite a linha no qual este é o primeiro dígito.

### Neutralidade de gêneros
Devido a ausência de gênero neutro no português e espanhol, assim como em outras línguas ibero-ocidentais, movimentos feministas promoveram o uso do símbolo @ como substituto “neutro” para se referir a grupos de gêneros mistos ou desconhecidos, em detrimento da forma padrão que, tradicionalmente, dá “preferência” ao gênero masculino. Dessa forma, palavras como "amigos", "moradores", "candidatos" seriam redigidas como "amig@s", "morador@s" e "candidat@s" se o grupo citado for composto por homens e mulheres.  Apesar da substituição do símbolo na forma escrita, não há um vocábulo apropriado para a sua pronúncia, cabendo ao locutor a “escolha” por um dos gêneros em seu discurso.
De acordo com os grupos feministas que defenderam tal forma de redação, o uso do gênero masculino no lugar do feminino configura uma forma de machismo imposta no passado, mas que foi mantida pela tradição linguística. Apesar dos “argumentos”, a Real Academia Espanhola desaprova o uso do arroba como letra, assim como opositores consideram a promoção do uso do símbolo, em movimentos feministas, uma medida exagerada e desnecessária.

### Outros
Em literatura científica e tecnológica, especialmente em inglês, @ é usada para descrever as condições em que os dados são válidos, ou em que os experimentos foram feitos. Por exemplo, a densidade da água do mar pode ser descrita como d = 1,050 g/cm³ @ 15 ℃. Numa fórmula química, a arroba é usada para denotar átomos ou moléculas em certas condições especiais. Em genética, ela é uma abreviação de lócus, como IGL@ para immunoglobulin lambda locus.

## Codificação
A @ está codificada em ASCII no código hexadecimal 40. Por consequência, também é parte do Unicode com o mesmo código, U+0040. Além do símbolo em sua formatação tradicional, há também um caractere Unicode para a versão reduzida, ﹫ (U+FE6B), e outro para a versão monoespaçada, ＠ (U+FF20).

## Nomes
- Em árabe é grafado آت (usando a pronúncia em inglês).
- Em armênio é "shnik" (շնիկ) o que significa filhote de cão.
- Em azeri é (usando a pronúncia em inglês).
- Em basco é "um bildua" (envolto a).
- Em bielorrusso é chamado de "сьлімак" ("hélice", "caracol").
- Na Bósnia é "ludo a" ("louco a").
- Em búlgaro ele é chamado кльомба ("klyomba", não significa outra coisa) ou маймунско а (maymunsko um "macaco A").
- Em catalão é chamada de 'arrova' (o que significa uma unidade de medida), ou "Ensaimada" (por causa da forma semelhante desta especialidade alimentos).
- Na China continental é quan A (圈 A), que significa "círculo A / fechados A" ou hua A (花 A), que significa "lacy A". Às vezes como xiao laoshu (小 老鼠), que significa "ratinho".[13] Hoje em dia, para a maioria da juventude da China, é a (usando a pronúncia em Inglês).
- Em Taiwan é xiao laoshu (小 老鼠).
- Em croata é mais frequentemente referido pela palavra em inglês. Informalmente, é chamado de manki, vindo da pronúncia local da palavra inglesa, macaco. Observe que a palavra croata para o macaco, majmun, não é utilizado para designar @.
- Em checo eslovaco é chamado zavináč, que significa (rollmops).
- Em dinamarquês é snabel-a ("tronco-a (elefante)").
- Em holandês chama-se apenstaartje ("caudinha de macaco").
- Em esperanto é chamado de ĉe-signo [pronúncia: /tchê/ ] (com um endereço pronunciado zamenhof ĉe esperanto punkto org), ou ainda po-signo ('po' [pronúncia correta: /pô/ ] significa "cada", refere-se somente ao uso matemático) ou heliko [pronúncia: /rê-liko/], que significa "caracol".
- Em estoniano também é chamado "at" com em inglês.
- Em Ilhas Faroe é Kurla (encaracolado), HJA ("at"), e tranta snápil-a ("tronco-a (elefante)").
- Em finlandês foi originalmente chamado taksamerkki ("sign fee") ou yksikköhinnan merkki ("sinal preço unitário"), mas esses nomes são muito obsoletos e agora raramente compreendidos. Hoje em dia, é oficialmente a-merkki, de acordo com o instituto nacional de padronização SFS; frequentemente também pronunciado "at-merkki". Outros nomes incluem kissanhäntä, ("rabo de gato") e miukumauku ("miau miau").
- Em francês, é arrobase ou arrobe ou "a comercial" (embora isto seja mais comumente usado em língua francesa do Canadá, e normalmente deve ser usado apenas quando citando preços, mas deve sempre ser chamado arobase ou, melhor ainda, arrobas, quando em um e-mail endereço), e às vezes um dans le rond (a no círculo). Mesma origem espanhola, o que poderia ser derivado do árabe, ar-Roub. Na França, também é comum (especialmente para as gerações mais jovens) a dizer "at" (usando a palavra em Inglês), quando soletrando um endereço de e-mail.
- Em georgiano é "at" (usando a pronúncia do inglês), soletrado ეთ - ი (კომერციული ეთ - ი).
- Em alemão, às vezes costumava ser referido como Klammeraffe (que significa "macaco-aranha"). Klammeraffe refere-se à semelhança de @ para a cauda de um macaco agarrando uma filial. Ultimamente, ele é chamado em sua maioria como em Inglês.
- Em grego é mais frequentemente referida como papaki (παπάκι), que significa "patinho", devido à semelhança que tem com desenhos de personagens de quadrinhos para os patos.
- Na língua nativa da Groenlândia, inuit, é chamado aajusaq que significa "como" ou "algo que se parece com um".
- Em hebraico é coloquialmente conhecido como shtrudel (שטרודל). O termo normativo, inventado pela Academia da Língua Hebraica, é krukhit (כרוכית), que é uma palavra hebraica para strudel.
- Em hindi é "at" (usando a pronúncia em inglês).
- Em húngaro é chamado kukac ("verme, larva").
- Em islandês é referido como "no merkið (" o sinal de arroba ") ou" HJA ", que é uma tradução direta de menos.
- Em indonésio é hábito ler "et". Variações existentes - especialmente se a comunicação verbal é muito barulhento - tais como: a bundar / a Bulat ("Um círculo" significado), um Keong ("caracol A"), e (muito raramente) monyet um ("macaco A").
- Em italiano é chiocciola ("caracol") ou "a commerciale", por vezes pronuncia-se [ɛt], raramente [at] ou ad.
- Em inglês pronuncia-se at.
- Em japonês é chamado attomāku (アット マーク, "na marca"). A palavra é uma wasei eigo, uma palavra que provém do idioma Inglês ou Gairaigo, referindo-se às palavras de empréstimo externo em geral. Às vezes é chamado naruto, por causa de Naruto jacuzzis ou alimentos (Narutomaki).
- Em cazaque é oficialmente chamado айқұлақ ("orelha lua"), algumas vezes não oficiais como ит басы ("cabeça do cachorro").
- Em coreano é chamado golbaeng-i (골뱅이; conchas bai top), uma forma dialectal de búzios.
- No quirguiz é oficialmente chamado маймылча ("macaco"), algumas vezes não oficiais como собачка ("doggy"), e et (usando a pronúncia em Inglês).
- Em letão é pronunciado mesmo em Inglês, mas, uma vez que em língua letã [æ] é escrito como "e" não "a" (como em Inglês), às vezes é escrito como et.
- Em lituano é eta (equivalente a Inglês na Lituânia, mas com final).
- Em luxemburguês era chamado Afeschwanz (macaco-rabo), mas devido ao uso generalizado é agora pronuncia-se 'at' como em inglês.
- Em macedônio é chamado мајмунче (macaco).
- Em malaio é chamado de alias quando ele é usado no nome, di, quando ele é usado em e-mail. Também é comumente usado para abreviar o que significa ou atau ou qualquer um.
- Em código morse é conhecido como "commat", que consiste do código Morse para o "A" e "C" correr juntos como um só personagem: (---). O símbolo foi adicionado em 2004 para uso com endereços de email, a única mudança desde a Primeira Guerra Mundial.
- Em norueguês é oficialmente chamado krøllalfa ("alpha curly" ou "alpha twirl"). (O alfakrøll alternativo também é comum, mas não é seu nome oficial). Snabel Às vezes a, @ 's nome dinamarquês, (tronco, tal como no tromba de elefante) é usado. Comumente, as pessoas vão chamar a carta [aet] (como em Inglês), particularmente ao dar o seu endereço de e-mail.
- Em persa é at (usando a pronúncia em inglês).
- Nas Filipinas, no meio "e" em tagalog que poderiam ser usados de forma intercambiável em abreviações coloquial. Ex: @ Magluto kumain. Cozinhar e comer.
- Em polaco é chamado, ambos oficialmente e comumente małpa (macaco), às vezes também małpka (macaquinho).
- Em romeno é chamado coloquialmente "coadă de maimuţă" (cauda de macaco) ou "a rond". Este último é comumente utilizado e se trata de um round-de sua forma, mas isso não é nada como o símbolo matemático "A-rond" (arredondado A). Alguns até chamam de "aron". Leitura recomendada: "at" ou "la".
- Em russo é mais comumente sobaka (собака) (cão). O nome de "cão" veio de computadores Soviética DVK onde o símbolo tinha uma cauda curta e semelhança com um cão.
- Em sérvio é chamado лудо А / ludo A (louca A), мајмунче / majmunče (macaquinho) ou мајмун / majmun (macaco).
- Em países de língua espanhola que denota uma unidade pré-métrica de peso. Embora haja variações regionais na Espanha e no México é tipicamente considerada para representar cerca de 25 libras (11,5 kg), e tanto o peso eo símbolo são chamados arroba. Também tem sido usado como uma unidade de volume de vinho e azeite.
- Em sueco é chamado snabel-a (tromba de elefante), e por vezes kanelbulle (rolo de canela), kringla (rosca), elefantöra (orelha de elefante), kattfot (pata de gato), ou simplesmente "at", como no idioma Inglês.[14]
- Em alemão suíço é comumente chamado Affenschwanz ("cauda de macaco").
- Em turco é et (usando a pronúncia em inglês). Também chamado de güzel uma (linda a), um özel (especial a), salyangoz (caracol), Koc (ram), kuyruklu um (a com uma cauda), uma çengelli (a com gancho) e kulak (orelha).
- Em ucraniano é comumente chamado de ET ("at"), outros nomes sendo ravlyk (равлик) (caracol), slymachok (слимачок) (slug pouco), vukho (вухо) (orelha) e pesyk (песик) (cachorro) .
- Em usbeque é chamado kuchukcha que significa cãozinho, uma tradução direta do termo do russo.
- Em vietnamita é chamado de Cong (bebent a) no Norte e um moc (viciado a) no sul do país.
- Em galês às vezes é conhecido como um malwen ou malwoden (um caracol).

## Como escrever o símbolo @ no teclado
Num teclado de computador, o símbolo não é totalmente acessível, principalmente porque quando os teclados foram concebidos, este símbolo era muito invulgar (ao contrário do que acontece atualmente, em que é um símbolo muito comum).
A forma de obter o símbolo depende da língua e das definições do sistema operativo.

### Windows
| Língua/dialeto do teclado  | Combinação                     | Alternativa       |
| -------------------------- | ------------------------------ | ----------------- |
| Todas as línguas           | Alt + 64 (del bloque numérico) |                   |
| Português europeu          | AltGr + 2                      |                   |
| Português brasileiro       | Shift + 2                      |                   |
| Espanhol na América Latina | AltGr + Q                      | Control + Alt + Q |
| Espanhol em Espanha        | AltGr + 2                      | Control + Alt + 2 |
| Italiano                   | AltGr + Q                      | Control + Alt + Q |
| Francês                    | AltGr + à                      |                   |
| Inglês nos Estados Unidos  | Shift + 2                      |                   |
| Inglês no Reino Unido      | Shift + '                      |                   |
| Alemão                     | AltGr + Q                      |                   |

### Ubuntu 12.04/14.04
| Idioma do teclado          | Combinação | Alternativa |
| -------------------------- | ---------- | ----------- |
| Espanhol na América Latina | Alt Gr + 2 | Alt Gr + Q  |
| Inglês                     | Shift + 2  |             |

### Mac
| Idioma do teclado | Combinação |
| ----------------- | ---------- |
| Espanhol          | Alt + 2    |
| Inglês            | Alt + G    |
| Alemão            | Alt + L    |